# صامويل هونروبيا
صامويل هونروبيا (بالفرنسية: Samuel Honrubia) مواليد 5 يوليو 1986 في بيزييه، هو لاعب كرة يد فرنسي يلعب كجناح أيسر. يلعب حاليا مع نادي باريس سان جيرمان لكرة اليد ويحمل الرقم 34. مثل منتخب فرنسا لكرة اليد. شارك في دورة الألعاب الأولمبية الصيفية سنة 2012.

## سجل المنافسة
شارك في البطولات التالية:
- بطولة العالم لكرة اليد للرجال 2015
- بطولة أوروبا لكرة اليد للرجال 2012
- بطولة أوروبا لكرة اليد للرجال 2014
- بطولة أوروبا لكرة اليد للرجال 2016
- الألعاب الأولمبية الصيفية 2012

## الميداليات
| الميدالية | المسابقة                           |
| --------- | ---------------------------------- |
| ذهبية     | الألعاب الأولمبية الصيفية 2012     |
| ذهبية     | بطولة العالم لكرة اليد للرجال 2015 |
| ذهبية     | بطولة أوروبا لكرة اليد للرجال 2014 |

## روابط خارجية
- صامويل هونروبيا على موقع الاتحاد الأوروبي لكرة اليد (الإنجليزية)
- صامويل هونروبيا على موقع الاتحاد الفرنسي لكرة اليد (الفرنسية)
- صامويل هونروبيا على موقع أوليمبيديا (الإنجليزية)
- صامويل هونروبيا على موقع اللجنة الأولمبية الفرنسية (مؤرشف) (الفرنسية)